# Lubin (gmina wiejska)
Lubin – gmina wiejska w województwie dolnośląskim, w powiecie lubińskim. W latach 1975–1998 gmina wchodziła w skład ówczesnego województwa legnickiego. Siedzibą władz gminy jest miasto Lubin, nie wchodzące w skład gminy.
Według danych z 31 grudnia 2008 gminę zamieszkiwało 12 268 osób. Natomiast według z 30 czerwca 2020 roku gminę zamieszkiwało 16 328 osób. Wójtem gminy był Tadeusz Kielan (zm. 6 czerwca 2025), a sekretarzem jest Bartosz Chojnacki.

## Historia
Gmina Lubin została utworzona 1 stycznia 1973 roku, tym razem w powiecie lubińskim, w woj. wrocławskim. W jej skład weszło 28 sołectw: Buczynka, Chrostnik, Czerniec, Dąbrowa Górna, Gogołowice, Gola, Gorzelin, Górzyca, Karczowiska, Kłopotów, Krzeczyn Mały, Krzeczyn Wielki, Księgienice, Lipiny, Małomice, Miłoradzice, Miłosna, Miroszowice, Niemstów, Obora, Osiek, Pieszków, Raszowa Duża, Siedlce, Składowice, Ustronie, Wiercień i Zimna Woda.
9 grudnia 1973 roku (z wejściem w życie od 4 października 1973) do gminy Lubin przyłączono wsie Bukowna i Lisiec z nowo utworzonej gminy Chocianów oraz wieś Szklary Górne z gminy Polkowice w tymże powiecie; tego samego dnia z gminy Lubin wyłączono część miejscowości Małomice o powierzchni 601,84 ha, włączając ją do miasta Lubina.

## Struktura powierzchni
Według danych z roku 2002 gmina Lubin ma obszar 290,15 km², w tym:
- użytki rolne: 51%
- użytki leśne: 37%

Gmina stanowi 40,75% powierzchni powiatu.

## Demografia

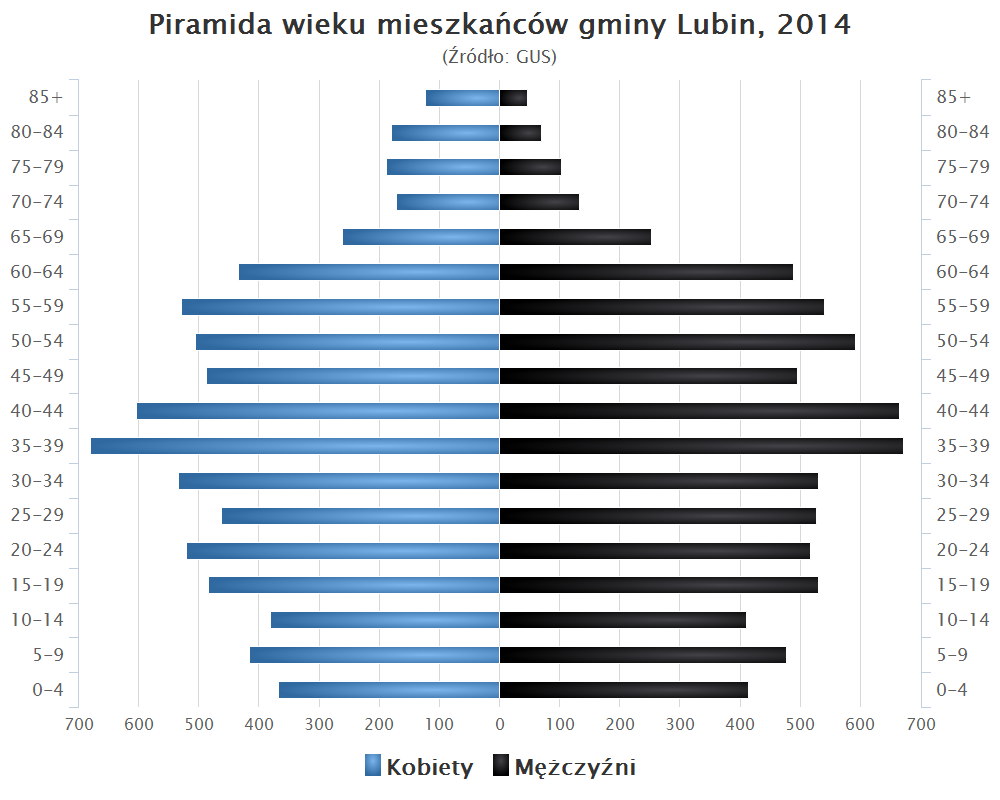
Piramida wieku mieszkańców gminy Lubin w 2014 roku

Dane z 31 grudnia 2014:
| Opis                              | Ogółem | Ogółem | Kobiety | Kobiety | Mężczyźni | Mężczyźni |
| --------------------------------- | ------ | ------ | ------- | ------- | --------- | --------- |
| jednostka                         | osób   | %      | osób    | %       | osób      | %         |
| populacja                         | 14413  | 100    | 7167    | 49,73   | 7246      | 50,27     |
| gęstość zaludnienia (mieszk./km²) | 42,3   | 42,3   | 21,2    | 21,2    | 21,1      | 21,1      |

## Sołectwa
Buczynka, Bukowna, Chróstnik, Czerniec, Dąbrowa Górna, Gogołowice, Gola, Gorzelin, Gorzyca, Karczowiska, Kłopotów, Krzeczyn Mały, Krzeczyn Wielki, Księginice, Lisiec, Miłoradzice, Miłosna, Miroszowice, Niemstów, Obora, Osiek, Pieszków, Raszowa, Raszowa Mała, Raszówka, Siedlce, Składowice, Szklary Górne, Ustronie, Wiercień, Zimna Woda.
Miejscowości bez statusu sołectwa: Bolanów, Lubków, Łazek, Owczary, Podgórze, Zalesie.

## Największe miejscowości sołeckie pod względem ludności
1. Osiek (2210)
2. Obora (1924)
3. Szklary Górne (1351)
4. Chróstnik, Niemstów (1099)
5. Raszówka (1073)
6. Krzeczyn Wielki (936)
7. Gorzyca (699)
8. Księginice (672)
9. Miroszowice (541)
10. Pieszków (539)
11. Siedlce (522)
12. Karczowiska (475)
13. Składowice (446)
14. Miłoradzice (431)
15. Czerniec (397)
16. Zimna Woda (337)
17. Krzeczyn Mały (322)
18. Gola (314)
19. Miłosna (285)
20. Gogołowice (284)
21. Lisiec (266)
22. Wiercień (223)
23. Raszowa (222)
24. Gorzelin (184)
25. Kłopotów (156)
26. Bukowna (112)
27. Ustronie (109)
28. Dąbrowa Górna (100)
29. Raszowa Mała (58)
30. Buczynka (44)

## Transport publiczny

### Rys historyczny
W 1869 roku przez obszar gminy Lubin przeprowadzona została linia kolejowa. Po II wojnie światowej trasa została włączona do Polskich Kolei Państwowych jako linia kolejowa nr 289 Legnica – Rudna Gwizdanów. Ruch pasażerski na linii prowadzono do roku 2004, następnie w latach 2007-2010. W 2019 roku oddano do użytku po rewitalizacji linię kolejową nr 289. Zatrzymują się na niej pociągi Kolei Dolnośląskich w kierunku Zielonej Góry, Głogowa, Legnicy i Wrocławia na stacjach: Koźlice, Chróstnik, Gorzelin oraz Raszówka. 
Po rozbudowie sieci dróg podczas budowy Legnicko-Głogowskiego Okręgu Miedziowego główna obsługa przewozów pasażerskich została przeniesiona z kolei na transport drogowy. W czasach Polskiej Rzeczypospolitej Ludowej obszar gminy obsługiwała Państwowa Komunikacja Samochodowa. Ponadto, w latach 1973-2012 przez miejscowości położonych przy drodze krajowej nr 3 kursowały autobusy miejskie należące do Międzypowiatowego, od 1957 r. Wojewódzkiego, a następnie Miejskiego Przedsiębiorstwa Komunikacyjnego z Legnicy. 
Od przełomu lat 1988 i 1989 na mocy tzw. Ustawy Wilczka przez kilka lat do prowadzenia przewozów autobusami lub busami wystarczyło zgłoszenie do ewidencji. PKP, PKS i WPK przestały być monopolistami. Po transformacji ustrojowej działalność rozpoczęło wielu prywatnych przewoźników drogowych. W 2010 roku na linii Legnica Lubin funkcjonowało 20 firm przewozowych. 
W wyniku komercjalizacji, a następnie prywatyzacji dawnych oddziałów PKS zaczęły one kierować się rachunkiem ekonomicznym i masowo likwidować dotychczasowe połączenia.
Od 1 kwietnia 2011 roku miejscowości gminy wiejskiej Lubin były obsługiwane autobusami czterech linii podmiejskich komunikacji miejskiej Lubina oznakowanymi liczbami z zakresu powyżej „100” oraz wybranymi kursami linii miejskich. W wakacje 2012 roku komunikacja została rozszerzona dwie kolejne linie, docierające do nowe miejscowości w południowej części gminy. Od 1 sierpnia 2014 roku gmina organizowała komunikację samodzielnie, powierzając obsługę prywatnemu konsorcjum pn. „Cuprum Travel”. Zmiana poskutkowała przejściowym istnieniem trzech dodatkowych linii, które zastąpiły kursy linii miejskich z Lubina. Z dniem 1 lipca 2015 r. ponownie zawarto porozumienie z Lubinem i komunikacja powróciła do stanu zbliżonego do poprzedniego, tj. przed 2014 rokiem.

### Stan obecny
Od 2016 roku powiat przejął od gminy miejskiej Lubin, gminy wiejskiej Lubin oraz gminy Ścinawa obowiązki organizatora publicznego transportu zbiorowego. Operatorem systemu na lata 2016-2019 w drodze przetargu wybrano Przedsiębiorstwo Komunikacji Samochodowej w Lubinie. 
Komunikacja gminna jest w całości finansowana z budżetu gminy – skorzystanie z komunikacji gminnej nie wymaga zakupu biletu.

## Oświata[24]

### Przedszkola
- Przedszkole im. Jana Pawła II w Raszówce (Raszówka, ul. Kolejowa 2)
  - Oddział zamiejscowy w Lubinie (Lubin, ul. Orla 32, 59-300)
- Przedszkole Niepubliczne Biała Żyrafa w Osieku (Osiek, ul. św. Katarzyny 30A)
- Klub Dziecięcy w Krzeczynie Wielkim (Krzeczyn Wielki, ul. Brzozowa 1)

### Szkoły podstawowe
- Szkoła Podstawowa im. Marii Konopnickiej w Krzeczynie Wielkim (Krzeczyn Wielki 9)
- Szkoła Podstawowa im. Janusza Korczaka w Niemstowie (Niemstów 68)
  - Szkoła Filialna w Osieku (Osiek, ul. Św. Katarzyny 75A)
- Szkoła Podstawowa im. Orła Białego w Raszówce (Raszówka, ul. 1 Maja 10)
- Szkoła Podstawowa im. Henryka Sienkiewicza w Siedlcach (Siedlce 29)
- Szkoła Podstawowa im. Jana Brzechwy w Szklarach Górnych (Szklary Górne 48)

## Sąsiednie gminy
Chocianów, Chojnów, Kunice, Lubin (miasto), Miłkowice, Polkowice, Prochowice, Rudna, Ścinawa